# فلاته نیم‌روز
۰°۱۲′شمالی ۳۵۷°۳۰′شرقی / ۰٫۲°شمالی ۳۵۷٫۵°شرقی

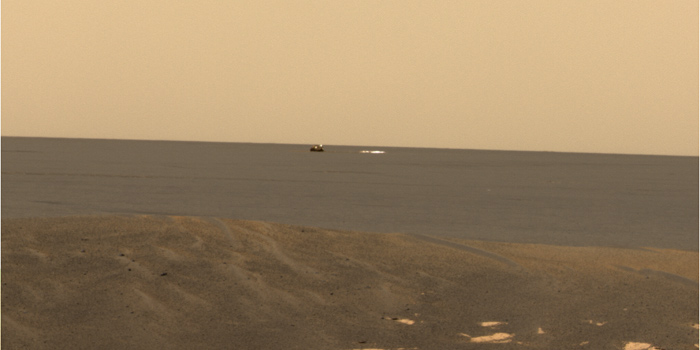
مریخ‌نورد فرصت بر روی فلاتهٔ نیم‌روز راهی جهت جنوب باختری است. پُشت‌پوش برافتاده و چتر مریخ‌نورد در افق دور در تصویر دیده می‌شود.

فَلاتهٔ نیم‌روز (Meridiani Planum) دشتی است واقع در فاصلهٔ ۲ درجه در جنوب خط استوای کرهٔ مریخ. این فلاته در غربی‌ترین بخش سرزمینهٔ نیم‌روز قرار دارد.
در این فلاته شمار زیادی سنگ خون (هماتیت) بلورین خاکستری دیده شده‌است.
سنگ‌های خون در کره زمین اغلب در آب‌گرم‌های طبیعی دیده می‌شود و از این‌رو بسیاری از دانشمندان این احتمال را می‌دهند که وجود این‌گونه سنگ‌ها در فلاته نیم‌روز در پی وجود چشمه‌های آب‌گرم یا آب روان در این منطقه در دوره‌های قدیم باشد.
سنگ خون بخشی است از صخره‌های نهشتی لایه‌لایه با ضخامت حدود ۲۰۰ تا ۸۰۰ متر.
دیگر عوارض جغرافیایی فلاته نیم‌روز عبارت است از بازالتهای آتشفشانی، دهانه‌های برخوردی و گرداله‌ها.